# Tuzhu, Chongqing
Tuzhu (kinesiska: 土主) är ett stadsdelsdistrikt i sydvästra Kina. Det ligger i stadsdistriktet Shapingba i storstadsområdet Chongqing,  omkring 22 kilometer nordväst om det centrala stadsdistriktet Yuzhong. Antalet invånare är 18 303. Befolkningen består av 8 969 kvinnor och 9 334 män. Barn under 15 år utgör 12,0 %, vuxna 15-64 år 75 %, och äldre över 65 år 11,0 %.